# Ferrovia Boten-Vientiane
La ferrovia Boten-Vientiane è una linea ferroviaria laotiana a trazione elettrica che collega la capitale Vientiane alla cittadina di Boten, situata al confine con la Cina. Prosegue in territorio cinese con la ferrovia Yuxi-Mohan, che a sua volta prosegue da Yuxi a Kunming – capoluogo della provincia dello Yunnan – con la ferrovia Kunming-Yuxi-Hekou. La ferrovia Boten-Vientiane è un segmento della linea centrale della progettata rete ferroviaria Kunming-Singapore e rientra nel piano cinese di infrastrutture noto come Nuova via della seta. Si sviluppa per 414 km su un territorio prevalentemente montuoso con binari a scartamento standard di 1 435 mm ed è stata inaugurata il 3 dicembre 2021.

## Storia

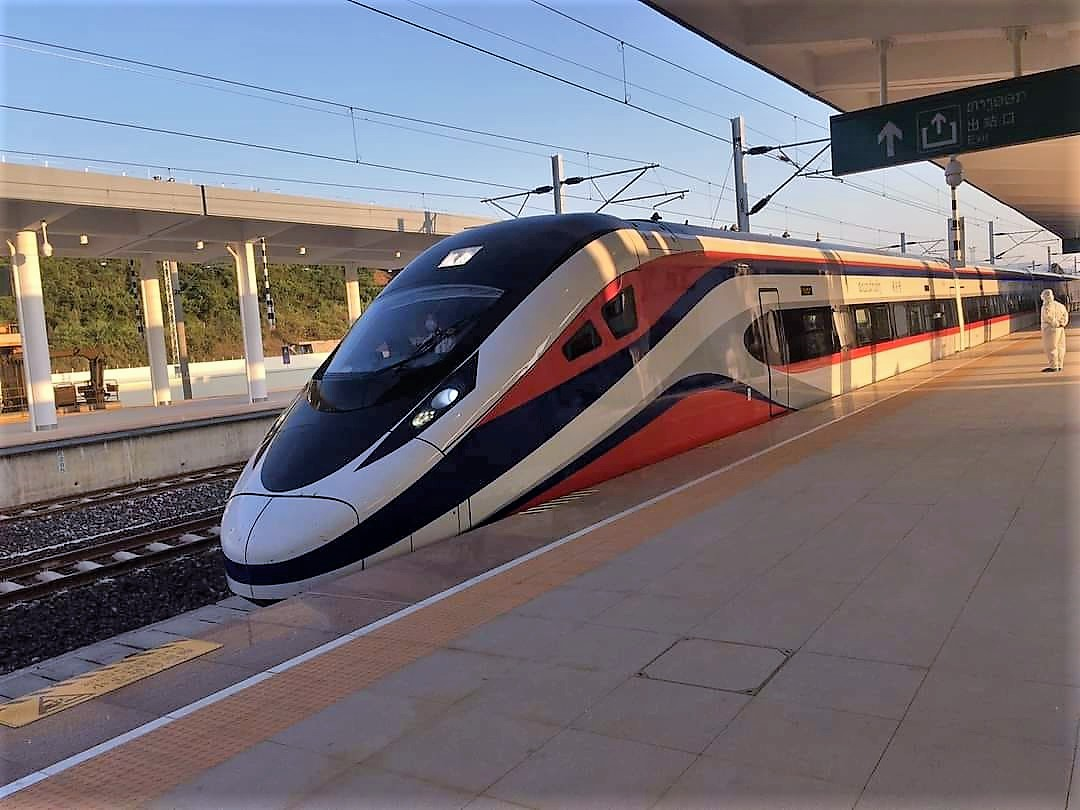
3 dicembre 2021, il convoglio che ha inaugurato la ferrovia alla stazione di Vang Vieng

Il Laos è l'unico Stato senza sbocco al mare del Sud-est asiatico ed è quindi svantaggiato nel commercio rispetto agli altri Paesi della regione. Con la costruzione della ferrovia si sono ridotti i tempi e i costi dei trasporti in Laos e tra Laos e Cina. I governanti laotiani intendevano trovare una soluzione al problema, i primi colloqui con i governanti cinesi per la costruzione della ferrovia si ebbero nel 2001, nel 2009 fu trovato un accordo e l'anno dopo fu siglato un memorandum d'intesa. Il progetto si bloccò nel 2011 con lo scandalo che coinvolse l'allora ministro cinese delle ferrovie Liu Zhijun, che aveva firmato il memorandum. Inoltre i laotiani si lamentavano perché ritenevano che gli accordi concedessero troppi vantaggi ai cinesi. Nel 2015 fu firmato un nuovo accordo con il quale i due Paesi si impegnarono a finanziare e gestire la ferrovia congiuntamente. I lavori per un valore di circa 6 miliardi di dollari furono affidati al Lao-China Railway Group, una joint-venture tra i due governi incaricata di costruire e gestire la ferrovia.
Il via ai lavori fu dato a Luang Prabang il 25 dicembre 2016, e già nel settembre 2019 l'80% era stato completato. Gli ordigni inesplosi che si trovavano lungo il percorso, residuati dei bombardamenti durante la guerra del Vietnam, furono rimossi durante l'esecuzione dei lavori. Nel marzo 2020 ebbe inizio la posa in opera in Laos dei binari e in giugno fu annunciato che il 90% dei lavori erano stati ultimati. In settembre erano pronti tutti i tunnel e i ponti e i media cinesi riportarono che il servizio dei treni merci sarebbe iniziato nel dicembre 2021. La posa in opera dei binari fu completata il 12 ottobre e quattro giorni dopo furono consegnati i primi elettrotreni a Vientiane. La cerimonia di inaugurazione si tenne il 3 dicembre 2021, il giorno dopo l'anniversario della fondazione della Repubblica. Il giorno dopo fu inaugurato dal primo ministro Phankham Viphavanh alla stazione di Thanaleng vicino a Vientiane il Vientiane Logistics Park, nuovo centro di logistica e valico di frontiera per le merci in arrivo dalla Thailandia.

## Futura espansione
Nei pressi di Vientiane, in territorio laotiano, si trova la stazione di Thanaleng, capolinea della Linea per Nong Khai della Ferrovia di Stato della Thailandia. Il tratto laotiano è lungo pochi chilometri ed era l'unico presente nel Paese prima dell'apertura della Linea Boten Vientiane, rispetto alla quale presenta uno scartamento ferroviario ridotto. È quindi possibile proseguire verso sud ma solo cambiando treno e prendendo uno dei lenti treni thailandesi. Dal capolinea di Vientiane della Vientiane-Boten dovrebbe essere costruito un prolungamento della linea che attraversi il Mekong su un nuovo ponte e si allacci con la nuova ferrovia ad alta velocità in fase di costruzione tra Bangkok e Nong Khai, destinata a essere ulteriormente prolungata fino a Singapore. Queste nuove linee ferroviarie fanno parte della Nuova via della seta, l'ambizioso piano di investimenti in diversi Paesi dell'Asia intrapreso dal governo cinese nel 2013.

## Finanziamenti

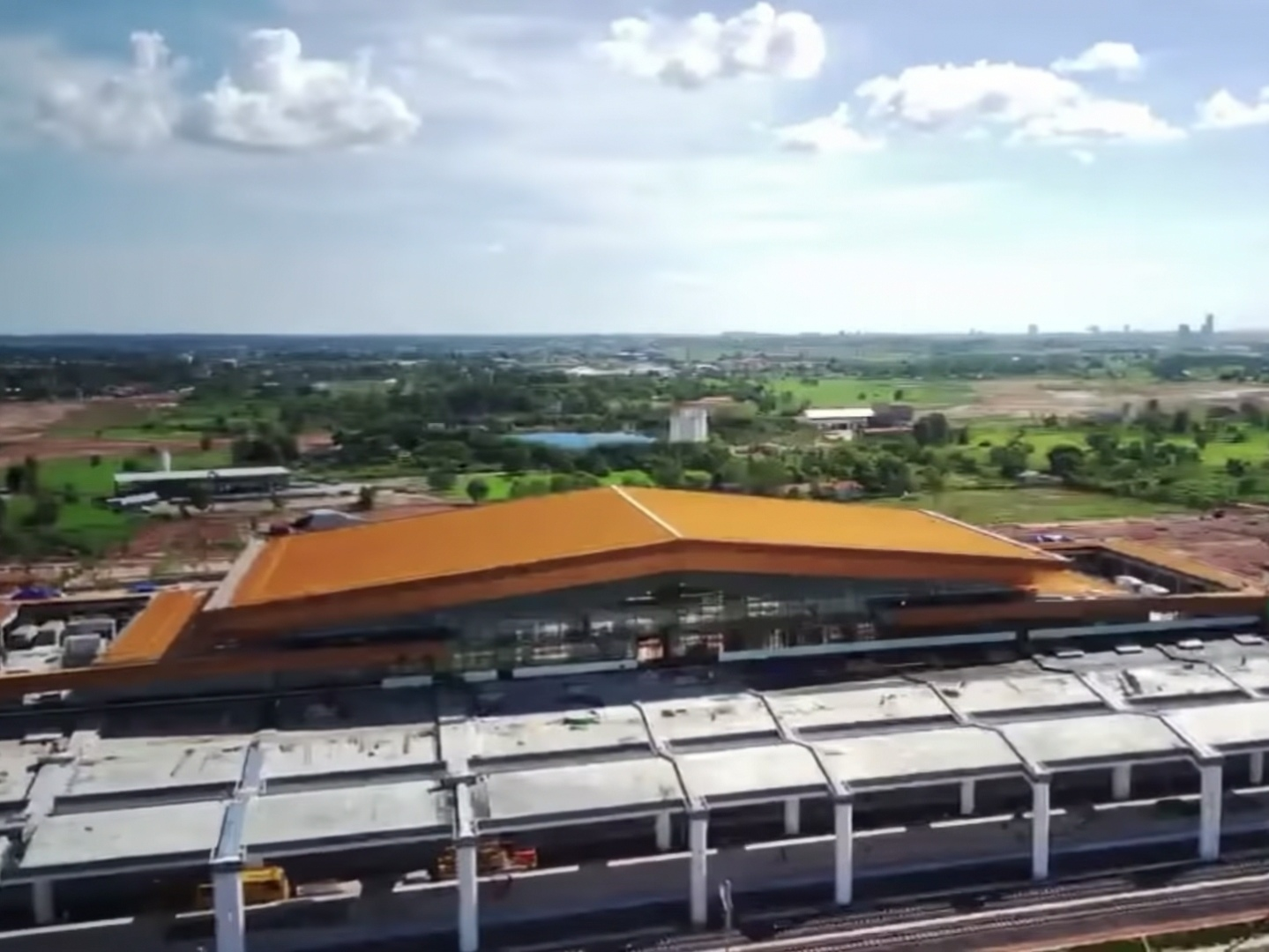
Stazione di Vientiane

È stato stimato che il progetto sia costato 5,965 miliardi di dollari o RMB 37,425 miliardi di renminbi, secondo altre fonti i costi arrivarono a 7,93 miliardi di dollari (50,55 miliardi di renminbi). La ferrovia è stata sovvenzionata al 60% (3,6 miliardi di $) con un finanziamento da parte della Export–Import Bank of China e il rimanente 40% (2,4 miliardi di $) è stato versato da una compagnia risultante da una joint venture tra i due Paesi. La Cina detiene il 70% del pacchetto azionario della compagnia e il rimanente è controllato dal governo laotiano, che a questo riguardo usufruisce di larghi prestiti concessi dalla Export-Import Bank of China.
La ferrovia rappresenta il più grande e costoso progetto mai realizzato in Laos in precedenza. Il crescente debito maturato dal Laos nei confronti della Chinese Export Import Bank ha sollevato preoccupazioni che il Paese si possa trovare in condizione di insolvenza sovrana e possa cadere in una cosiddetta "trappola del debito" verso i cinesi, che potrebbero approfittarne per estendere ulteriormente la propria influenza in Laos. Nel 2019, il centro studi think tank del Lowy Institute ha stimato che il debito con la Cina rappresenti per il Laos il 45% del proprio prodotto interno lordo. Nel 2020, Fitch Ratings ha assegnato al Laos la classe di rating 'CCC' in riferimento all'eccessivo debito maturato.

## Infrastrutture

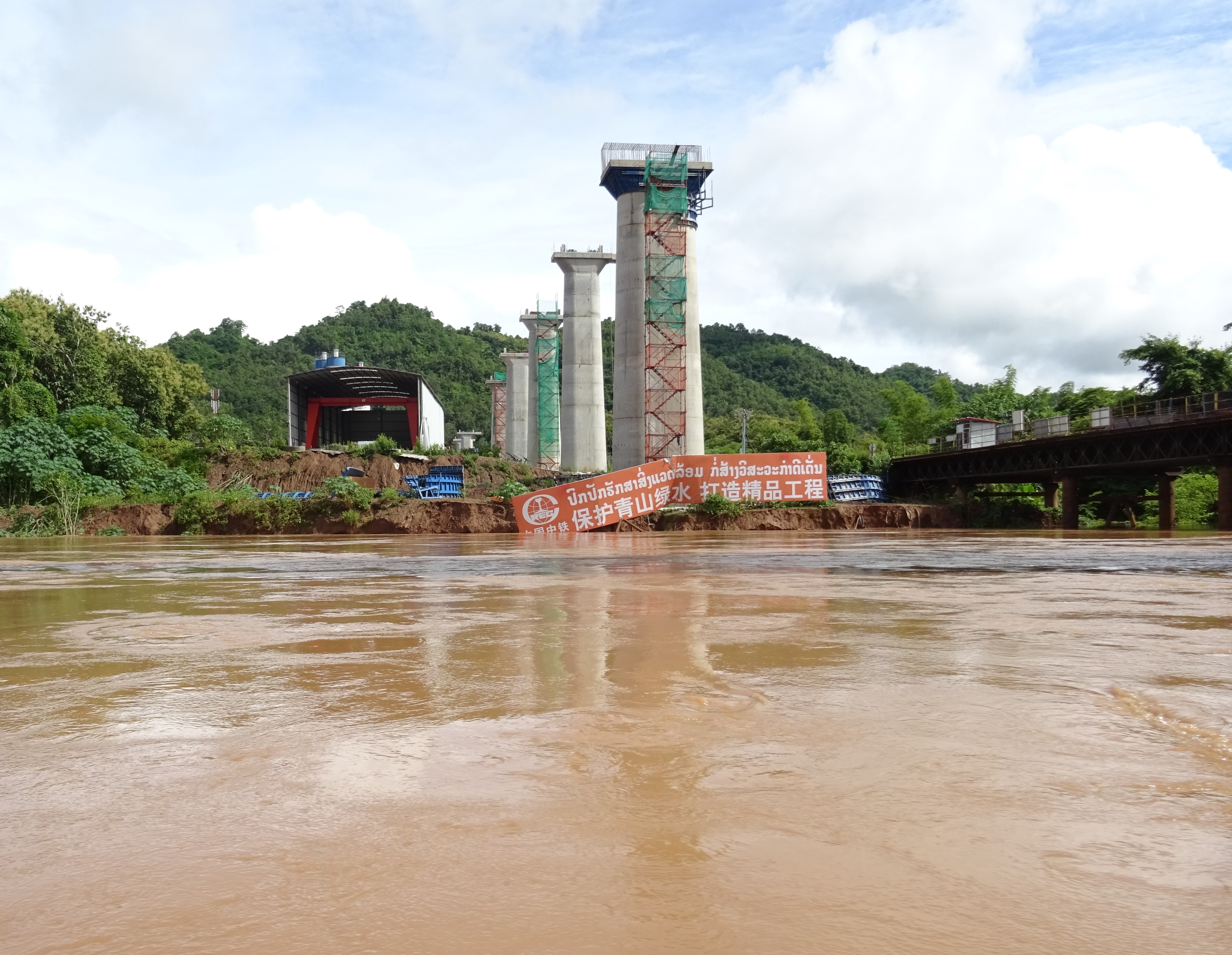
Ponte in costruzione nella provincia di Luang Prabang

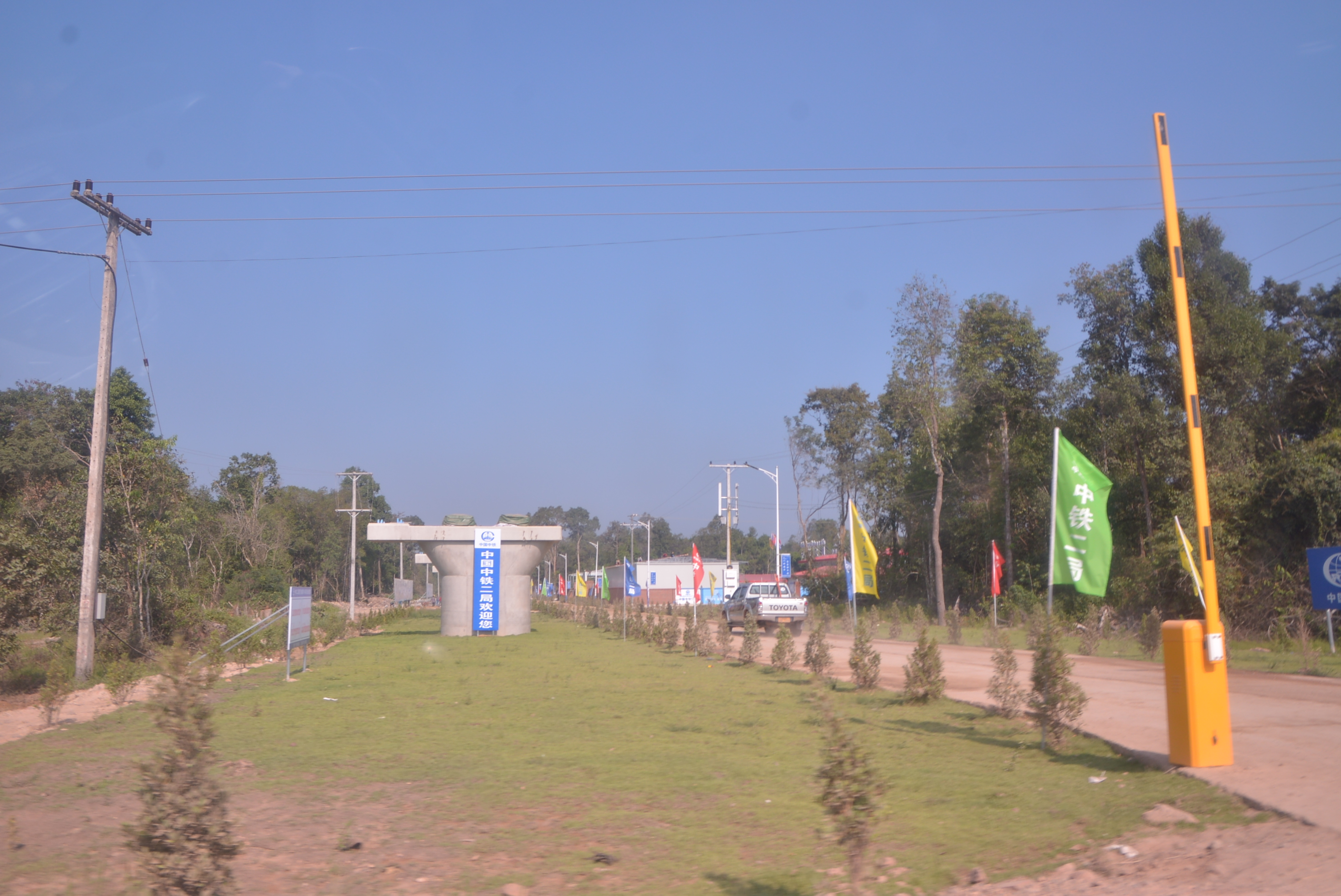
Viadotto in costruzione presso Vientiane.

Per realizzare la ferrovia sono stati realizzati 75 tunnel, all'interno dei quali si snoda il 47% dell'intera linea, mentre il 15% si trova su viadotti suddivisi in 167 ponti. La stazione principale è quella di Vientiane, nella periferia nord-est della città,; al suo interno sono state costruite quattro banchine che servono sette binari e altre due in previsione di altre linee ferroviarie pianificate. Può ospitare fino a 2 500 passeggeri su una superficie totale di 14 543 m².
La ferrovia è stata costruita con binario unico e deviatoi con raddoppio del binario per consentire l'incrocio tra due convogli. La trazione elettrica è quella di classe I utilizzata per le ferrovie standard in Cina, che consente una velocità di 160 km orari per i treni passeggeri e di 120 km orari per i treni merci. È stata la prima ferrovia straniera a essere collegata alla rete ferroviaria cinese utilizzando le tecnologia in uso in Cina.

### Materiale rotabile
Per il servizio passeggeri sono utilizzati i convogli della serie Fuxing CR200J impiegati anche per i treni ad alta velocità delle Ferrovie di Stato cinesi, mentre per il trasporto merci sono in esercizio le locomotive HXD3CA della China Railways.

### Lista delle stazioni
Sono previste 32 stazioni lungo la ferrovia, delle quali al momento dell'inaugurazione ne erano pronte 21, 10 stazioni per i passeggeri e 11 per i treni merci:
| Stazione       | Lingua lao          | servizio                       | provincia              | distanza (km) （da Boten） |
| -------------- | ------------------- | ------------------------------ | ---------------------- | -------------------------- |
| Boten          | ສະຖານີ ບໍ່ເຕັນ          | passeggeri                     | Luang Namtha           | 0                          |
| Nateuy         | ສະຖານີ ນາເຕີຍ         | passeggeri stazione importante | Luang Namtha           | 13                         |
| Na Moh         | ສະຖານີ ນາໝໍ້           | passeggeri                     | Muang Xay              | 28                         |
| Na Thong       | ສະຖານີ ນາທອງ         | merci                          | Muang Xay              |                            |
| Muang Xay      | ສະຖານີ ເມືອງໄຊ        | passeggeri stazione importante | Muang Xay              | 67                         |
| Na Khok        | ສະຖານີ ນາກອກ         | merci                          | Muang Xay              |                            |
| Mueang Nga     | ສະຖານີ ເມືອງງາ        | passeggeri                     | Muang Xay              | 113                        |
| Huay Han       | ສະຖານີ ຫ້ວຍຫັນ         | merci                          | Muang Xay              |                            |
| Luang Prabang  | ສະຖານີ ຫຼວງພະບາງ      | passeggeri stazione importante | Luang Prabang          | 167                        |
| Xiang Ngeun    | ສະຖານີ ຊຽງເງີນ        | merci                          | Luang Prabang          |                            |
| Sala Phu Khun  |                     | merci                          | Luang Prabang          |                            |
| Mueang Kasi    | ສະຖານີ ກາສີ           | passeggeri                     | Vientiane              | 239                        |
| Ban Pha Daeng  | ສະຖານີ ພາຕັ້ງ          | merci                          | Vientiane              |                            |
| Vang Vieng     | ສະຖານີ ວັງວຽງ         | passeggeri stazione importante | Vientiane              | 283                        |
| Vang Khi       | ສະຖານີ ວັງຂີ           | merci                          | Vientiane              |                            |
| Phon Hong      | ສະຖານີ ໂພນໂຮງ        | passeggeri                     | Vientiane              | 342                        |
| Ban Saka       |                     | merci                          | Vientiane              |                            |
| Vientiane Nord | ສະຖານີ ວຽງຈັນເໜືອ      | merci                          | Vientiane (prefettura) |                            |
| Vientiane      | ສະຖານີ ນະຄອນຫຼວງວຽງຈັນ | passeggeri stazione importante | Vientiane (prefettura) | 406                        |
| Vientiane Sud  | ສະຖານີ ວຽງຈັນໃຕ້       | merci                          | Vientiane (prefettura) | 414                        |